# Chamaemyia nigricornis
Chamaemyia nigricornis är en tvåvingeart som först beskrevs av Jean Pierre Omer Anne Édouard Perris 1852.  Chamaemyia nigricornis ingår i släktet Chamaemyia och familjen markflugor. Inga underarter finns listade i Catalogue of Life.